# Linia kolejowa nr 701
Linia kolejowa nr 701 – drugorzędna, jednotorowa, zelektryfikowana linia kolejowa łącząca stację Częstochowa z posterunkiem odgałęźnym Kucelinka.
Łącznicę wybudowano w latach 50. XX wieku, a 29 grudnia 1973 roku została zelektryfikowana.
| kilometraż | kilometraż | pociągi pasażerskie                   | autobusy szynowe i EZT                | pociągi towarowe                      |
| od         | do         | Tor nieparzysty (kierunek: Kucelinka) | Tor nieparzysty (kierunek: Kucelinka) | Tor nieparzysty (kierunek: Kucelinka) |
| 0,075      | 0,600      | 90                                    | 90                                    | 70                                    |
| 0,600      | 0,900      | 60                                    | 60                                    | 60                                    |
| 0,900      | 2,450      | 90                                    | 90                                    | 70                                    |
| 2,450      | 2,650      | 70                                    | 70                                    | 70                                    |
| 2,650      | 5,540      | 90                                    | 90                                    | 70                                    |
| 5,540      | 6,112      | 80                                    | 80                                    | 70                                    |
| 6,112      | 6,597      | 90                                    | 90                                    | 70                                    |